# Altenbamberg

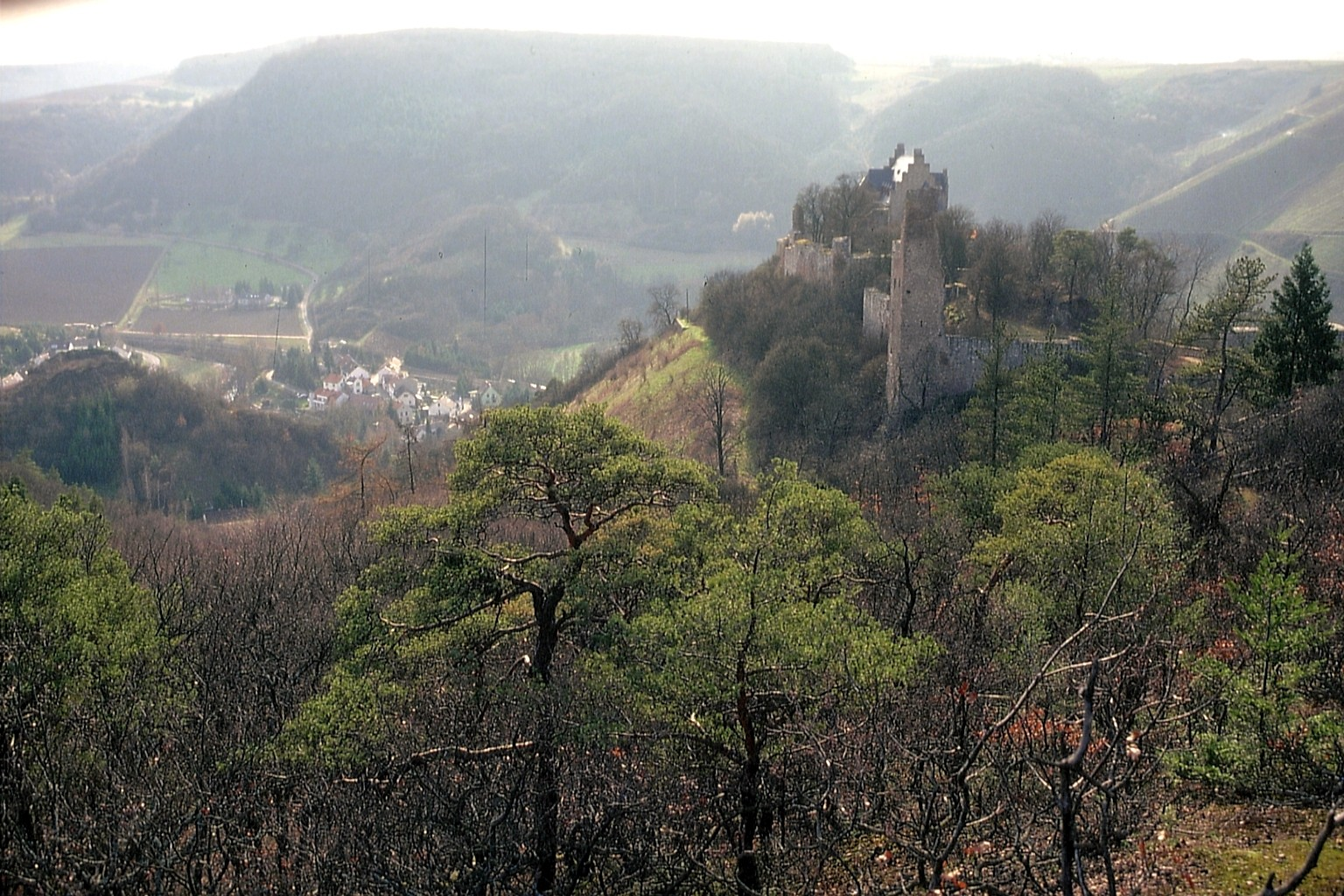
Burgruine Altenbaumburg mit Talblick auf Altenbamberg

Altenbamberg ist eine Ortsgemeinde im Landkreis Bad Kreuznach in Rheinland-Pfalz. Sie gehört der Verbandsgemeinde Bad Kreuznach an.

## Geographie
Der Ort liegt im Alsenztal. Im Norden befindet sich Bad Kreuznach, und südlich liegt Hochstätten.
Zu Altenbamberg gehören auch die Wohnplätze Altenbaumburg, Bangerterhof, Brücklocherhof, Steigerhof und Sonnenhof.

## Geschichte
Die Geschichte des Ortes ist von Beginn an mit der Altenbaumburg verknüpft. Diese Burgruine ist eine Spornburg auf einem Bergrücken über dem Ort. Sie ist die Stammburg der Raugrafen und eine der größten Burgruinen der Pfalz, zu der Altenbamberg vor der Umgliederung in den Landkreis Bad Kreuznach gehörte. Der Ortsname leitet sich vom Namen der Altenbaumburg ab. Ältere Versionen des Orts- und Burgnamens waren:
1154 Bomenburg
1181 Boumburg
1186 Boimeneburg
1325 Burg Alten-Beymborg
1391 Alten-Beimborg
1394 Alten Beumburg
1412 Alten Beinborg
1429 Altenbeymburg
1444 Alten Baymberg
1518 Altenbaumburg
1528 Altenbeymburg
1681 Altenbaumberg
1828 Altenbamberg
1837 Altenbaumberg
Nach dem Wiener Kongress 1815 kam Altenbamberg an Bayern zum Rheinkreis, wo der Ort bis zum Ende des Zweiten Weltkriegs verblieb.
Nach Kriegsende 1945 kam Altenbamberg mit der Region Rheinpfalz zur französischen Besatzungszone und wurde Teil des 1946 neu gebildeten Landes Rheinland-Pfalz.
Bei der rheinland-pfälzischen Kommunalreform wurde die Gemeinde 1969 vom Landkreis Rockenhausen in den Landkreis Bad Kreuznach umgegliedert sowie der neu gebildeten Verbandsgemeinde Bad Münster am Stein-Ebernburg zugeschlagen. Diese wurde 2017 aufgelöst, und Altenbamberg kam mit Feilbingert, Hallgarten und Hochstätten zur Verbandsgemeinde Bad Kreuznach. In kirchlicher Hinsicht gehört Altenbamberg weiterhin zur Evangelischen Kirche der Pfalz und zum Bistum Speyer.
Bevölkerungsentwicklung
Die Entwicklung der Einwohnerzahl von Altenbamberg; die Werte von 1871 bis 1987 beruhen auf Volkszählungen:
| Jahr | Einwohner |
| ---- | --------- |
| 1815 | 343       |
| 1835 | 465       |
| 1871 | 559       |
| 1905 | 608       |
| 1939 | 573       |

| Jahr | Einwohner |
| ---- | --------- |
| 1950 | 678       |
| 1961 | 617       |
| 1970 | 684       |
| 1987 | 646       |
| 1997 | 766       |

| Jahr | Einwohner |
| ---- | --------- |
| 2005 | 806       |
| 2011 | 756       |
| 2017 | 742       |
| 2023 | 784       |

## Politik

### Gemeinderat
Der Gemeinderat in Altenbamberg besteht aus zwölf Ratsmitgliedern, die bei der Kommunalwahl am 9. Juni 2024 in einer Mehrheitswahl gewählt wurden, und – wenn gewählt – dem ehrenamtlichen Ortsbürgermeister als Vorsitzendem. Bei der Wahl 2014 wurde einmalig in einer personalisierten Verhältniswahl gewählt, da zwei Listen antraten.
Die Sitzverteilung im Gemeinderat:
| Wahl | SPD               | WGR               | Gesamt   |
| ---- | ----------------- | ----------------- | -------- |
| 2024 | per Mehrheitswahl | per Mehrheitswahl | 12 Sitze |
| 2019 | per Mehrheitswahl | per Mehrheitswahl | 12 Sitze |
| 2014 | 5                 | 7                 | 12 Sitze |
| 2009 | per Mehrheitswahl | per Mehrheitswahl | 12 Sitze |
| 2004 | per Mehrheitswahl | per Mehrheitswahl | 12 Sitze |

### Bürgermeister
Das Amt ist derzeit vakant. Der letzte Ortsbürgermeister Holger Conrad hatte das Amt zehn Jahre inne und kandidierte bei der Direktwahl am 9. Juni 2024 nicht erneut für das Ehrenamt. Da auch kein anderer Wahlvorschlag eingereicht wurde, obliegt die Neuwahl des Bürgermeisters gemäß rheinland-pfälzischer Gemeindeordnung dem Rat der Gemeinde. Da auch dieser bisher keinen Kandidaten fand, wurde von der Kommunalaufsicht der Bürgermeister der Verbandsgemeinde Marc Ullrich ab dem 22. Juli 2024 als Beauftragter eingesetzt, um die Aufgaben des Bürgermeisters weiterzuführen.

## Wirtschaft und Infrastruktur
Durch Altenbamberg führt die Bundesstraße 48.  Im Ort befindet sich ein Bahnhof der Alsenztalbahn.
Altenbamberg liegt im Weinbaugebiet Nahe. Im Ort gibt es noch einige hauptberufliche Winzer.
Für die Bewohner gibt es einen Supermarkt und eine Bäckerei. Medizinische Versorgung übernehmen hauptsächlich die angrenzende Stadt Bad Kreuznach und ihr Stadtteil Bad Münster am Stein-Ebernburg.
Es gibt eine evangelische und eine katholische Kirche mit wöchentlichen Gottesdiensten.

## Söhne und Töchter der Gemeinde
- Johann Nicolaus von Cronberg (1633–1704), letzter Stammhalter des Hauses Cronberg
- Rudolf Eickemeyer (1831–1895), Erfinder und Unternehmer
- Ludwig Kastl (1878–1969), Kolonialbeamter, Verbandsvertreter der Industrie und Wirtschaftsfachmann
- Peter Neber (1883–1960), Chemiker